# Le Rêve du maître de ballet
Le Rêve du maître de ballet er en fransk stumfilm fra 1903 af Georges Méliès.